# Sanctify Yourself
Sanctify Yourself è un singolo del gruppo musicale britannico Simple Minds, pubblicato nel 1986 dalla EMI come secondo estratto dall'album Once Upon a Time.

## Tracce

### 7"
Lato A
1. Sanctify Yourself - 3:52 (testo: Kerr - musica: Simple Minds)

Lato B
1. Sanctify Yourself (Instrumental) - 3:52

### 12"
Lato A
1. Sanctify Yourself (Extended Mix) - 7:10

Lato B
1. Sanctify Yourself (Dub) - 6:09

### CD (1990)
1. Sanctify Yourself (Extended Mix)
2. Sanctify Yourself (Dub)
3. Love Song (Live) (testo: Kerr - musica: Kerr, Burchill, Forbes, MacNeil, McGee)
4. Street Hassle (Live) (Reed)

## Classifiche
| Classifica (1986)             | Posizione massima |
| ----------------------------- | ----------------- |
| Australia                     | 46                |
| Belgio (Fiandre)              | 6                 |
| Canada                        | 17                |
| Germania                      | 38                |
| Irlanda                       | 4                 |
| Italia                        | 27                |
| Nuova Zelanda                 | 22                |
| Paesi Bassi                   | 3                 |
| Regno Unito                   | 10                |
| Stati Uniti                   | 14                |
| Stati Uniti (mainstream rock) | 3                 |
| Svezia                        | 16                |